# Воронье (Киров)
Воронье — деревня в составе муниципального образования «Город Киров» Кировской области России. Административно подчинена Ленинскому району города Кирова.

## География
Деревня находится в центральной части Кировской области, в подзоне южной тайги, при автодороге 33Н-120, на расстоянии приблизительно 9 километров (по прямой) к юго-западу от Кирова. Абсолютная высота — 132 метра над уровнем моря.
Климат
Климат характеризуется как умеренно-континентальный с ярко выраженными временами года. Среднегодовая температура — 1,6 °C. Средняя температура воздуха самого холодного месяца (января) составляет −14,4 °C (абсолютный минимум — −50 °С); самого тёплого месяца (июля) — 17,9 °C. Безморозный период длится в течение 99—123 дней. Годовое количество атмосферных осадков — 582 мм, из которых около 415 мм выпадает в период с апреля по октябрь.

## Население
| 2010 |
| ---- |
| 46   |

Половой состав
По данным Всероссийской переписи населения 2010 года в гендерной структуре населения мужчины составляли 52,2 %, женщины — соответственно 47,8 %.
Национальный состав
Согласно результатам переписи 2002 года, в национальной структуре населения русские составляли 100 % из 28 чел.